# Петар Жежељ
Петар Жежељ (енгл. Peter Zezel; Скарборо, 22. април 1965 — Торонто, 26. мај 2009) био је канадски професионални хокејаш српског порекла.

## Биографија
Жежељев отац Петар, родом из Срба код Грачаца, доселио се у Канаду 1947. године.
У младости је био подједнако талентован фудбалер. Изабран је да игра за репрезентацију Канаде до 20 година али се ипак определио за хокеј. Жежељ је каријеру почео у Филаделфија флајерсима 1983. када је изабран на драфту и одмах постао дебитант те сезоне.
За Мејпл лифсе из родног Торонта је од 1991. до 1994. одиграо 297 утакмица, постигао 50 голова и имао 128 асистенција. Укупно је одиграо 900 утакмица, постигао 220 голова и имао 390 асистенција.
Играо је још у Сент Луису, Вашингтону и Њу Џерзију у САД а каријеру је окончао у Ванкуверу 1999. године.
Потом је подучавао младе у мањим хокејашким клубовима и комбинованим (хокеј-фудбал-голф) спортским камповима у ширем региону Торонта. Иако рођени Канађанин, био је привржен српској традицији и емигрантској заједници и 2004. је био тренер и један од оснивача српског хокејашког клуба „Бели орлови”.
Жежељ је 26. маја 2009. године подлегао вишегодишњој борби против ретке крвне болести хемолитичке анемије која уништава крвна зрна у много већој мери него што људско тело успева да их произведе. После опела у Храму Сабора српских светитеља у Мисисаги, сахрањен је на гробљу Пајн хилс у Торонту.
Од јула 2014. године, једна улица у Торонту носи његово име.